# DC 유니버스 (프랜차이즈)
DC 유니버스(DC Universe, DCU)는 DC 코믹스의 만화 작품에 기반하여, DC 스튜디오가 제작하는 슈퍼히어로 영화를 중심으로 드라마, 만화, 비디오 게임 등 여러 매체 작품들을 통해 공유하는 가상 세계관이자 미디어 프랜차이즈다. DC 확장 유니버스(DCEU)의 리부트 시리즈이자 정식적 후속 시리즈이다. 2022년 11월, 영화 감독 제임스 건과 제작자 피터 사프란이 DC 스튜디오의 대표에 새로 올라 프로젝트를 진두지휘하고 있다.
출시될 프랜차이즈 첫 작품은 애니메이션 《크리처 코만도스》(2024)가, 첫 영화는 《슈퍼맨》(2025년)이 될 예정이다.

## 영화
| 제목                       | 개봉                   | 연출                  | 각본                  | 제작                                        | 비고                  |
| 챕터 1: 신들과 괴물들      | 챕터 1: 신들과 괴물들  | 챕터 1: 신들과 괴물들 | 챕터 1: 신들과 괴물들 | 챕터 1: 신들과 괴물들                       | 챕터 1: 신들과 괴물들 |
| -------------------------- | ---------------------- | --------------------- | --------------------- | ------------------------------------------- | --------------------- |
| 슈퍼맨                     | 2025년 7월 11일 (미국) | 제임스 건             | 제임스 건             | 피터 사프란                                 |                       |
| 슈퍼걸: 우먼 오브 투모로우 | 2026년 6월 26일 (미국) | 크레이그 길레스피     | 아나 노게이라         |                                             |                       |
| 클레이페이스               | 2026년 9월 11일 (미국) | 제임스 왓킨스         | 마이크 플래너건       |                                             |                       |
| 디 어소리티                |                        |                       |                       |                                             |                       |
| 더 브레이브 앤 더 볼드     |                        | 안드레스 무스키에티   |                       | 제임스 건, 피터 사프란, 바르바라 무스키에티 |                       |
| 스웜프 씽                  |                        | 제임스 맨골드         | 제임스 맨골드         |                                             |                       |

## TV
- 챕터 1: 신들과 괴물들
  - 크리처 코만도스
  - 피스메이커 시즌 2
  - 랜턴즈
  - 월러
  - 파라다이스 로스트
  - 부스터 골드

## 기타

### DCEU와의 관계
2023년 영화 《플래시》를 통해 세계관이 DCU 타임라인으로 대대적으로 전이되면서 DCEU와는 느슨한 연결 고리를 갖게 된다.

### DC 엘스월드
DC 엘스월드(DC Elseworlds)는 DCU에 미포함되는 DC 스튜디오의 프로젝트들을 일컫는 분류이다.
- 더 배트맨 (2022)
  - 더 펭귄 (2024)
  - 더 배트맨 2 (2026)

- 조커 (2019)
  - 조커 2 (2024)

- 슈퍼맨과 로이스 (2021-)
- 틴 타이탄 GO! (2013-)

## 같이 보기
- DC 코믹스 원작의 영화 작품 목록